# Breviguina slipia
Breviguina slipia är en insektsart som beskrevs av Young 1986. Breviguina slipia ingår i släktet Breviguina och familjen dvärgstritar. Inga underarter finns listade i Catalogue of Life.